# 조지프 스틸웰
조지프 스틸웰(Joseph Warren Stilwell, 1883년 3월 19일 ~ 1946년 10월 12일) 대장은 제2차 세계 대전 당시 중일 전쟁과 태평양 전역에서 중화민국 국군을 지도하여 일본군과 싸운 미국의 군인이다.

## 생애

### 초기 경력
플로리다 태생으로, 그의 아버지는 의사였다. 아버지의 권유로 사관학교에 입학하였고, 운동과 어학에 소질에 남달랐던 그는 이 시절에도 이 방면에서 두각을 나타내었다. 이후 사관학교 교관을 거쳐 참모학교를 수료하고, 제1차 세계대전에 참전했고 프랑스 전선에 파견되어 베르됭 전투, 솜므 전투 등에서 장교로 활약하였고, 전투에서의 용맹으로 무공훈장을 받았다. 그는 교관시절 엄격한 훈육방침으로 "식초같은 죠(vinegar Joe)"라는 별명을 얻었다.

### 제1차 세계대전 이후
프랑스어에 유창했던 그는 틈틈이 중국어를 익혀 미국 육군내에서 중국 전문가로서 두각을 나타내었다. 1919년에 중화민국으로 파견되었다가 소령으로 승진하여 조지아주에서 근무하다가, 다시 중화민국으로 가 3년 동안 생활했다. 1940년에 조지 마셜에 의해 제7보병사단장으로 진급하여 1941년에는 제3군단장이 된다. 그는 당시 미국의 야전지휘관에서는 가장 두각을 나타내는 지휘관으로 간주되어 나치 독일에 대항하는 북아프리카에 파견될 예정이었으나, 중국어에 능한 중국 전문가였기 때문에 장제스 총통의 참모장으로 파견되었다.

### 제2차 세계대전
그는 중화민국의 임시 수도였던 충칭에 상주하면서, 일본군에 대항하는 중국-버마-인도 전구를 지휘하였다. 이는 맥아더나 아이젠하워와 비슷한 비중의 전역을 지휘한 것이었다. 그는 미군 지휘관으로서 영국과 중국측과의 마찰, 험난한 지형과 기후와 같은 악조건과 싸우면서 인도-버마-중국 전선을 지휘하였다. 그는 직접 인도 뉴델리를 방문해 미군, 영국군, 중국군, 프랑스군의 사령부를 세웠고 중국군 보병사단을 지휘하며, 미얀마 전선에서 승리를 거두었다.
하지만 그는 사실 인종차별주의자로 원래 중국을 혐오했던데다가, 장제스에게 지속적으로 중국군의 지휘권을 달라는 등 무리한 요구를 하고, 이를 거부하는 장제스에 대해 본국인 미국에 악선전을 하여 중화민국으로 가는 미국의 지원을 줄이는데 일조하기도 했다. 또한 중국군의 정예 예비대인 X군을 중국 방면의 일본군을 경시하여 본인의 전선인 버마로 멋대로 빼돌려 이후 대륙타통작전에서 중화민국군이 패배하는 결정적인 원인 중 하나를 제공하는 등 고문관으로써는 매우 무능한 모습을 보여 결국 참다 못한 장제스에게 1944년 해임되었다. 1943년에는 찰스 윈게이트, 윌리엄 슬림 장군과 함께 미얀마 전선을 탈환하면서 임팔, 코히마를 수복했고 프랭크 메릴 장군도 참여해 일본군 제18사단을 공격해 승리를 거두었으나 윈게이트 장군이 비행기 사고로 사망하자 중단되었다.

### 죽음
1944년에는 대장으로 승진했으나, 곧 장제스와의 불화로 앨버트 웨더마이어 장군과 교체되었다. 이후 육군 지상군 사령관을 거쳐, 제10군을 인수받아 일본 오키나와에 상륙해 오키나와 주둔군 사령관으로 되었으나 미국으로 돌아와 위암으로 샌프란시스코 군병원에서 사망했다.

## 같이 보기
- 중화민국의 역사
- 국민혁명군